# AMD K6

AMD K6 아키텍처.

K6 마이크로프로세서는 AMD가 1997년에 시작하였다. 이 마이크로프로세서의 주요 장점은 기존의 펜티엄 CPU용 데스크톱 디자인에 맞추었다는 것이다. 인텔 펜티엄 II와 동등하게 성능을 낼 뿐 아니라 가격이 상당히 더 낮다고 광고되었다. K6는 PC 시장에 상당한 영향력을 끼쳤으며 인텔이 진지한 경쟁사로 보이게 만들었다.

## 배경
AMD K6는 AMD가 제조한 슈퍼스칼라 P5 펜티엄 계열의 마이크로프로세서로서, AMD K5의 뒤를 잇는다. AMD K6는 Nx686 마이크로프로세서에 기반을 두며, 이 마이크로프로세서는 넥스젠이 설계 중이었고 AMD에 의해 인수되었다.
K6는 처음에 1997년 4월 시작되었고 166 MHz와 200 MHz의 속도로 동작하였다. 1997년 후반에 233 MHz 버전이 출시되었다.

## 모델

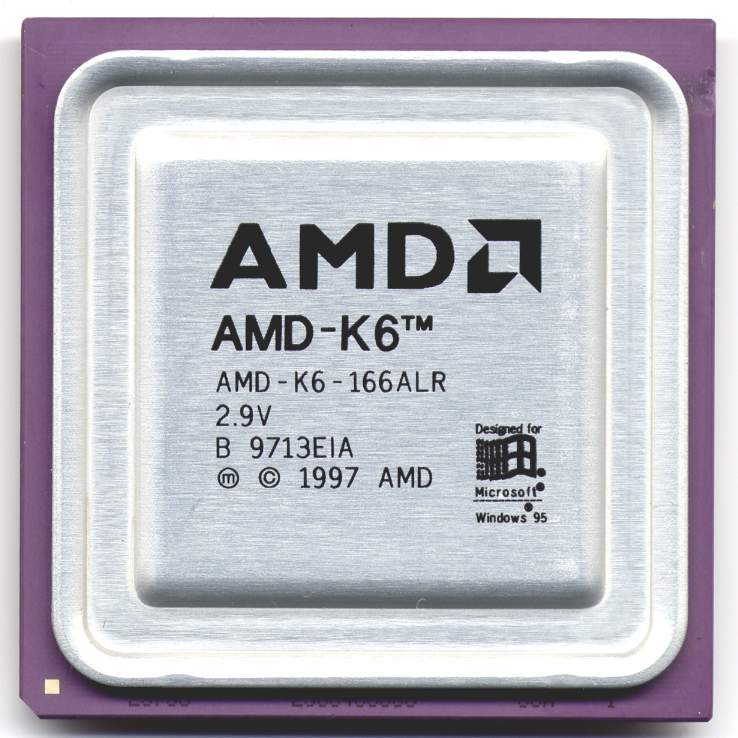
오리지널 K6 (모델 6)

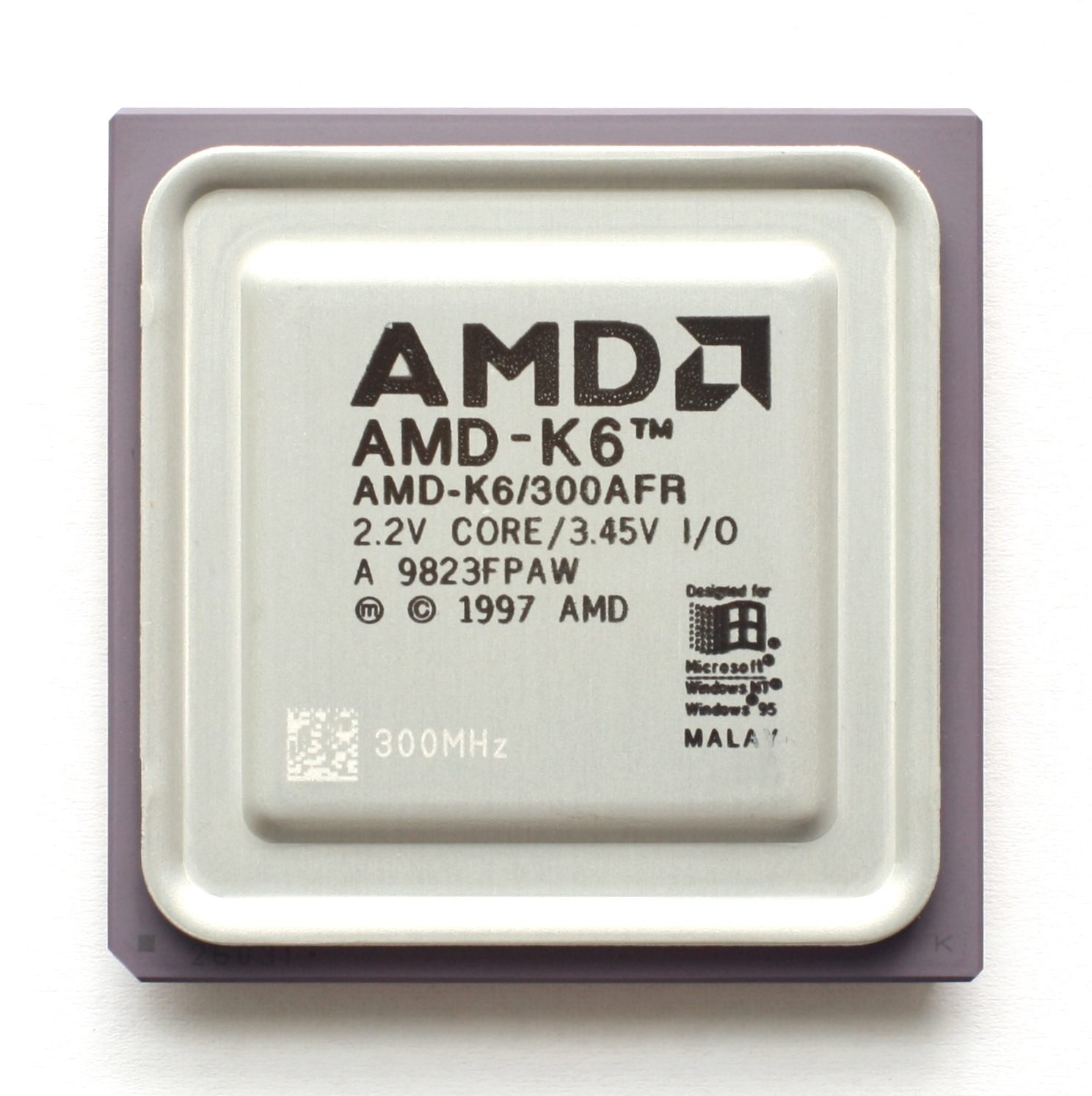
K6 리틀 풋(Little Foot, 모델 7)

### K6 (모델 6)
- 8,800,000개의 트랜지스터 / 350 nm
- L1 캐시: 32 + 32 KB (데이터 + 명령어)
- MMX (명령어 집합)
- 소켓 7
- 프론트 사이드 버스: 66 MHz
- 첫 출시일: 1997년 4월 2일
- VCore: 2.9 V (166/200) 3.2/3.3 V (233)
- 클럭 속도: 166, 200, 233 MHz

### K6 "Little Foot" (모델 7)
- CPUID: 패밀리 5, 모델 7, 스테핑 0
- 8,800,000개의 트랜지스터 / 250 nm
- L1 캐시: 32 + 32 KB (데이터 + 명령어)
- MMX (명령어 집합)
- 소켓 7
- 프론트 사이드 버스: 66 MHz
- 첫 출시일: 1998년 1월 6일
- VCore: 2.2 V
- 클럭 속도: 200, 233, 266, 300 MHz